# Oedignatha binoyii
Oedignatha binoyii är en spindelart som beskrevs av C. Adinarayana Reddy och Patel 1993. Oedignatha binoyii ingår i släktet Oedignatha och familjen flinkspindlar. Inga underarter finns listade i Catalogue of Life.